# Basoga
I Basoga o Soga sono un gruppo etnico bantu originario dell'Uganda orientale, in quello che è oggi il regno tradizionale di Busoga. Al censimento del 2014 rappresentavano l'8,7% della popolazione totale del Paese.
La terra dei Basoga è circondata da tutti i lati dalle acque: a sud dal lago Vittoria, a ovest dal Nilo Vittoria, a est dal fiume Mpologoma e a nord dal lago Kyoga, e questi confini naturali hanno consentito ai Basoga di mantenere una propria unicità come gruppo. Vennero menzionati per la prima volta nelle cronache occidentali nel 1862 dall'esploratore britannico John Hanning Speke, che visitò il territorio dei Basoga nel corso della sua ricerca delle sorgenti del Nilo.
Parlano una lingua bantu chiamata lusoga, e secondo il censimento del 2002, il 16% dei Basoga era cattolico, il 46,2% anglicano (Chiesa dell'Uganda), il 30,6% musulmano e il 3,7% pentecostale.